# Chiromyza brevicornis
Chiromyza brevicornis är en tvåvingeart som först beskrevs av Lindner 1949.  Chiromyza brevicornis ingår i släktet Chiromyza och familjen vapenflugor. Inga underarter finns listade i Catalogue of Life.